# Stacja metra

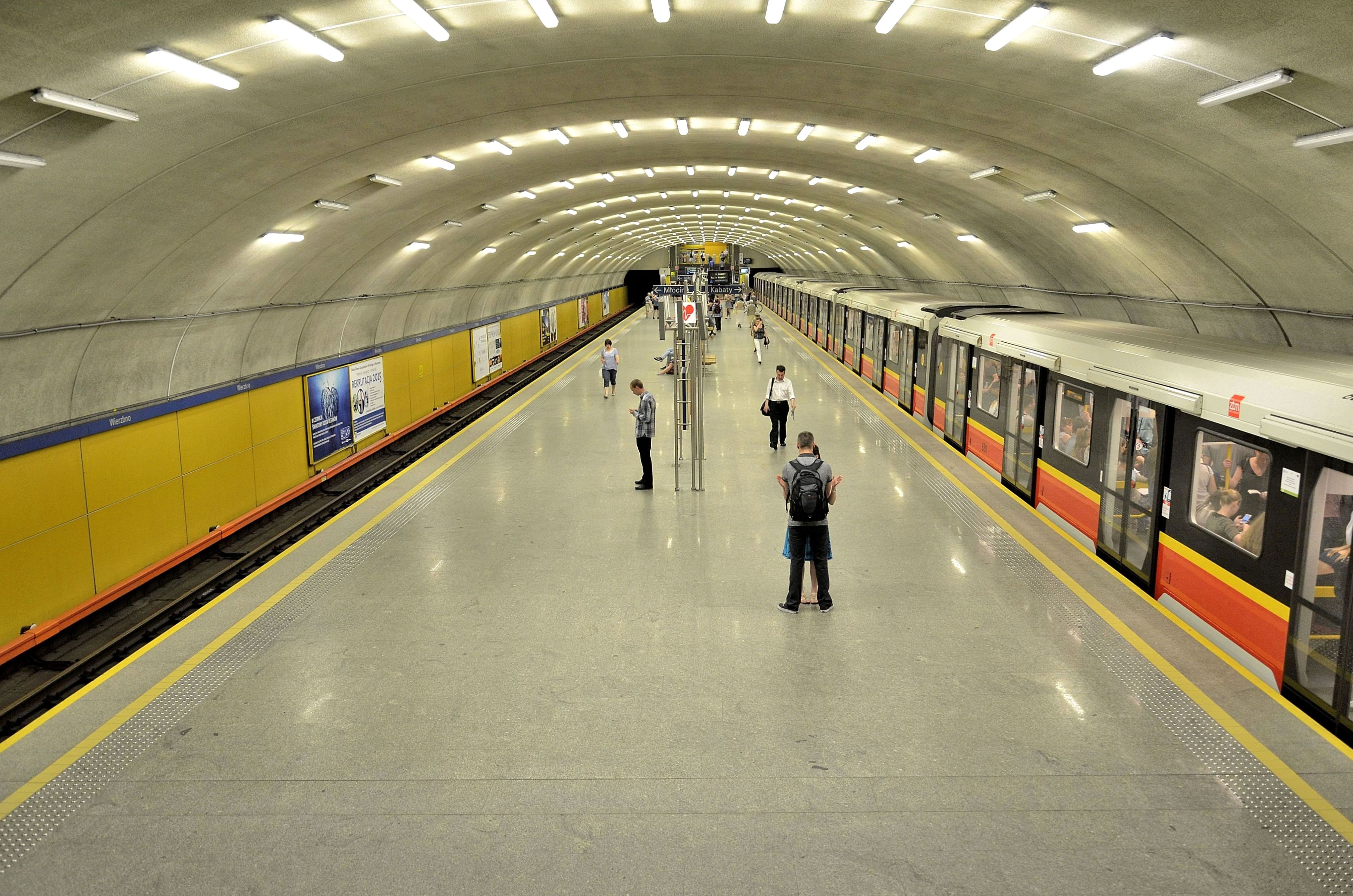
Stacja Wierzbno metra w Warszawie

Stacja metra – budynki lub budowle przeznaczone do obsługi pasażerów, na których zatrzymują się pojazdy metra, wraz z urządzeniami służącymi do obsługi ruchu pojazdów metra, peronami pasażerskimi i urządzeniami technicznymi służącymi do obsługi pasażerów, a także pomieszczeniami służącymi do obsługi technicznej.
Stacje metra najczęściej budowane są na obszarach wysoko zurbanizowanych, co ma na celu obsłużenie jak największej liczby pasażerów. Przystanki położone pod ziemią muszą być wyposażone w niezbędny system wentylacyjny oraz posiadać dodatkowe wyjścia ewakuacyjne. Wiele stacji metra pełni rolę schronów przeciwlotniczych w czasie wojny.
Wejścia na stacje oznaczane są w Polsce literą M.